# Jacob Christian Jacobsen
Jacob Christian Jacobsen (* 2. September 1811 in Kopenhagen; † 30. April 1887 in Rom), oft auch abgekürzt J. C. Jacobsen genannt, war ein dänischer Industrieller, der sich als Philanthrop im Bereich der Förderung der Naturwissenschaften und als Kunstmäzen betätigte. Er begründete mit der Carlsberg-Brauerei einen der gegenwärtig größten Bierhersteller weltweit und mit dem Carlsberg-Laboratorium, der Carlsberg-Stiftung sowie dem aus seiner privaten Kunstsammlung entstandenen Museum Ny Carlsberg Glyptotek verschiedene Einrichtungen, die das wissenschaftliche und kulturelle Leben in Dänemark bis in die Gegenwart prägen.

## Leben

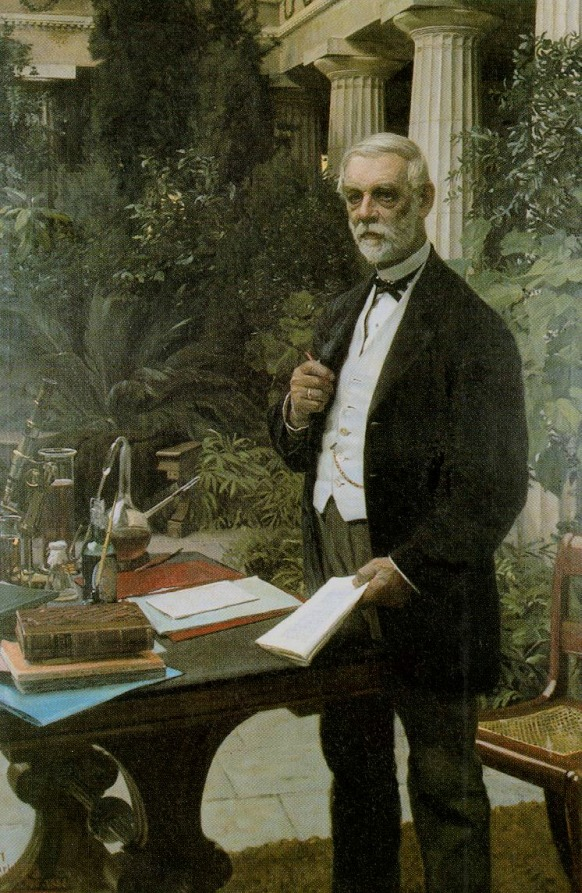
Jacob Christian Jacobsen auf einem Gemälde von August Jerndorff, entstanden 1886

Jacob Christian Jacobsen wurde 1811 in Kopenhagen geboren. Er übernahm 1835 die Brauerei seines Vaters und baute sie ab 1844 unter dem Namen „Carlsberg-Bryggerier Kjøbenhavn“ nach und nach zu einem Großunternehmen zur industriellen Herstellung von Bier aus. Dabei setzte er, im Gegensatz zu den damals vorherrschenden kleinen Brauereien, insbesondere auf die Nutzung wissenschaftlicher Erkenntnisse zur Sicherstellung einer gleichbleibenden Qualität und einer effizienten Produktion sowie auf deutsche Brautraditionen, mit denen er sich bei einem Aufenthalt in München vertraut gemacht hatte. Das Unternehmen wurde nach Jacobsens Tod von seinem Sohn Carl Jacobsen weitergeführt und zählt gegenwärtig zu den größten und bekanntesten Bierproduzenten der Welt.
Im gesellschaftlichen Bereich unterstützte Jacobsen die nationalliberale Strömung in der dänischen Politik und vertrat diese zwischen 1854 und 1871 mehrfach als Parlamentsabgeordneter. Darüber hinaus betätigte er sich in verschiedenen Bereichen philanthropisch und als Kunstmäzen. So finanzierte er den Wiederaufbau des 1859 durch einen Brand stark beschädigten Schlosses Frederiksborg. Seine umfangreiche private Kunstsammlung wurde 1888 durch seinen Sohn in ein Museum umgewandelt, das bis in die Gegenwart als Ny Carlsberg Glyptotek besteht.
Im Jahr 1876 gründete Jacobsen durch eine Schenkung von Anteilen an der Brauerei die Carlsberg-Stiftung, welcher er später auch sein Erbe hinterließ. Zweck der Stiftung, die gemäß seiner Verfügung mindestens 51 Prozent der Kapitalanteile an der Carlsberg-Brauerei hält, war zunächst die Finanzierung des 1875 gegründeten Carlsberg-Laboratoriums, einer Forschungseinrichtung im Bereich der Chemie und der Physiologie. Später übernahm die Stiftung auch den Unterhalt der Ny Carlsberg Glyptotek, des seit 1878 bestehenden nationalhistorischen Museums im Schloss Frederiksborg sowie seit dem Zusammenschluss mit der Tuborg-Stiftung im Jahr 1991 auch die Förderung sozialer Projekte und anderer Aktivitäten mit gesellschaftlichem Nutzen.
Jacobsen starb 1887 in Rom während einer Urlaubsreise durch Italien.